# Fernsehturm Iriški Venac
Der 170 Meter hohe Fernsehturm auf dem Iriški Venac (serbisch Иришки венац Iriški venac [ǐriʃkiː ʋɛ̌ːnats]) wurde 1975 im Osten des Nationalparks Fruška Gora nahe der vojvodinischen Hauptstadt Novi Sad im Norden Serbiens erbaut.
Das vom Architekten Gliša Stajić entworfene brutalistische Bauwerk besteht aus einem 120 Meter hohen Betonschaft mit zwei Turmkörben, auf den ein 30 Meter langes Segment mit UKW-Antennen platziert ist. Auf der Spitze der Konstruktion ist eine 20 Meter lange Fernsehantenne montiert.
Nach seiner Errichtung war der Fernsehturm der zweithöchste Jugoslawiens nach dem Fernsehturm Avala und die primäre Sendeanlage für die gesamte Region Syrmien. 1999 wurde er aufgrund seiner strategischen Bedeutung Ziel von NATO-Luftangriffen im Rahmen der sogenannten „Operation Allied Force“. Ein intensives Bombardement führte zur Beschädigung des unteren Turmkorbs durch mehrere Raketen, doch die strukturelle Integrität des restlichen Turmes blieb erhalten. Die Sendefunktion wurde kurz nach dem Angriff wiederhergestellt.